# Trechus humboldti
Trechus humboldti är en skalbaggsart som beskrevs av Vandyke. Trechus humboldti ingår i släktet Trechus och familjen jordlöpare. Inga underarter finns listade i Catalogue of Life.